# Archimandrite

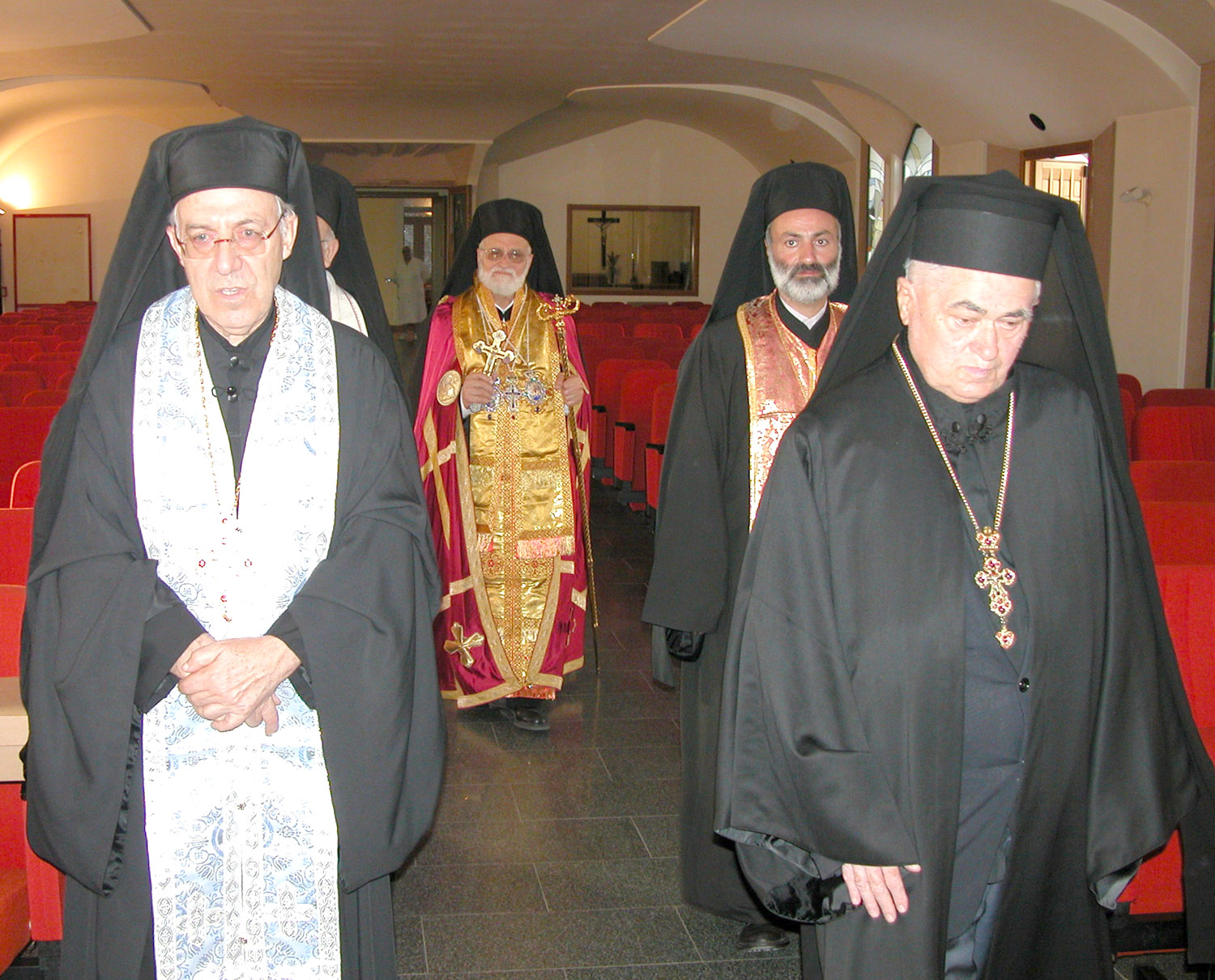
Le patriarche melkite Grégoire III (au centre) avec des archimandrites, durant une visite au sanctuaire Notre-Dame de Caravaggio, Italie, le 11 septembre 2008.

Un archimandrite (du grec arché, « chef », et mandra, « cloître ») est, dans les Églises de rite byzantin et notamment l'Église orthodoxe, un titre honorifique accordé aux higoumènes (supérieurs de monastère), aux recteurs (curés) de paroisses importantes ou à d'autres personnalités distinguées de la vie religieuse de ces Églises. Certaines femmes ont pu avoir ce titre, notamment dans des cas de travestissement, comme Susanne la Diaconesse.
Cette dignité est aussi conférée à titre honorifique dans les Églises catholiques orientales et dans certaines Églises des trois conciles, notamment l’Église arménienne.

## Histoire
Ce mot vient du grec ἀρχιμανδρίτης (archimandrìtès), formé de ἀρχη (arkhè), « chef », « commandant », et de μάνδρες (màndres), « bergerie » et par extension « cloître » ; c'est l'image du bon berger. Ce titre honorifique s'est transmis par la tradition et n'a reçu une définition claire qu'au XIXe siècle. En Grèce (Ve siècle), il désigne tout d'abord un fonctionnaire qui surveille les monastères d'un diocèse ; au Xe siècle, il évolue en une dignité honorifique (liée à celle de « grand sakellarios ») donnée à l'abbé du monastère le plus important de son diocèse.
- En Russie, le titre est introduit dans ce sens et se popularise : archimandrite de la Laure (1174), de la Nativité de Vladimir (1230), de l'Épiphanie (Saint-Abraham) ou de Rostov (1261)[2].
- En France, par exemple, le curé de l'église Saint-Julien-le-Pauvre (affectée à l'Église grecque-melkite catholique) à Paris est un archimandrite. C'est aussi le cas à Cargèse (Corse-du-Sud), village fondé par des Grecs au Ve siècle, et qui abrite deux églises : une de rite catholique romain et une catholique de rite grec dont le curé est un archimandrite.
- En Italie, l'abbé de l'abbaye territoriale de Sainte Marie de Grottaferrata (ou Saint-Nil-de-Rossano), près de Rome, est un archimandrite.

Les patriarches orientaux donnent également ce titre aux prélats latins (avec la permission de leurs évêques) qui sont culturellement et spirituellement — par leurs études ou leur langue — très proches des Églises orientales. Cette dignité est conférée avec la « chirotésie » ou « bénédiction abbatiale » des mains du patriarche.